# Nemesia fruticans
Nemesia fruticans är en flenörtsväxtart som först beskrevs av Carl Peter Thunberg, och fick sitt nu gällande namn av George Bentham. Nemesia fruticans ingår i släktet nemesior, och familjen flenörtsväxter. Inga underarter finns listade i Catalogue of Life.